# Simone Pastusiak
Simone Pastusiak (Rio de Janeiro, 31 de outubro de 1979) é uma treinadora e ex-patinadora artística brasileira. Ela foi a primeira patinadora no gelo do Brasil a competir internacionalmente, representando o país ao participar da Universiade de Inverno de 2007. Ela também foi campeã da primeira edição do talent show brasileiro Dança no Gelo, ao lado de Murilo Rosa.

## Vida pessoal
Simone é filha da polonesa Lucy Pastusiak, que imigrou para o Rio de Janeiro após uma turnê do grupo de apresentações de patinação no gelo Holiday on Ice no Brasil. Ela tem uma irmã, Jacqueline, que também patinou nacionalmente.

## Carreira
Pastusiak começou a patinar com quatro anos pela influência da mãe, a polonesa Lucy Pastusiak, ex-patinadora e que possuía uma escola de patinação no Rio de Janeiro. Simone chegou a disputar competições a nível nacional, chegando a ganhar por quatro vezes seguidas o título de campeã brasileira extraoficialmente, entre 1987 e 1990, em disputas organizadas pelos próprios atletas, já que ainda não havia sido fundada a confederação nacional . Em 1993, a única pista fixa do Brasil fechou e a atleta ficou nove anos sem praticar o esporte, voltando apenas em 2002, quando reabriu a Escola Pastusiak, substituindo a mãe, na nova pista do Barra on Ice.
Em 2007, a Confederação Brasileira de Desportos no Gelo, recém-filiada à União Internacional de Patinação, convidou a atleta a participar da Competição de Patinação Artística no Gelo da Universiade de Inverno 2007 como representante do Brasil, o que a tornou a primeira patinadora brasileira a representar o país em uma competição internacional. Em 2010, ela participou do Campeonato de Patinação Artística dos Quatro Continentes, onde obteve a 35ª colocação. 
Após o estabelecimento de uma estrutura oficial para os campeonatos nacionais no país, Simone voltou a competir nacionalmente, sagrando-se campeã no ano de 2016 e vice-campeã em 2015 e 2017. Atualmente, Pastusiak é treinadora no Rio de Janeiro.

## Principais resultados
| Competição/Temporada                                 | 2006-07 | 2007-08 | 2009-09 | 2009-10 | 2014-15 | 2015-16 | 2016-17 |
| ---------------------------------------------------- | ------- | ------- | ------- | ------- | ------- | ------- | ------- |
| Campeonato dos Quatro Continentes                    |         |         |         | 35ª     |         |         |         |
| Universiade                                          | 31ª     |         |         |         |         |         |         |
| Campeonato Brasileiro de Patinação Artística no Gelo |         |         |         |         | 2ª      | 1ª      | 2ª      |

## Ligações Externas
- «Perfil de Simone Pastusiak» (em inglês). no site da União Internacional de Patinagem / Patinação (ISU)